# Hymenophyllum crassipetiolatum
Hymenophyllum crassipetiolatum är en hinnbräkenväxtart som beskrevs av Robert G. Stolze. Hymenophyllum crassipetiolatum ingår i släktet Hymenophyllum och familjen Hymenophyllaceae. Inga underarter finns listade.